# 머민-바그너 정리
양자장론과 응집물질물리학에서 머민-바그너 정리(영어: Mermin–Wagner theorem)는 2차원 이하의 시공간에서는 연속적 대칭의 자발 대칭 깨짐이 존재할 수 없다는 정리다.

## 역사
데이비드 머민(David Mermin)과 헤르베르트 바그너(독일어: Herbert Wagner)가 원래 하이젠베르크 모형에서의 강자성에 대하여 증명하였다. 시드니 콜먼이 이를 임의의 2차원계에 대하여 확장하였다.

## 유도
머민-바그너 정리에 따르면, 유한한 온도 {\displaystyle T>0}에서 1차원 또는 2차원 양자장론은 연속적 대칭의 자발 대칭 깨짐을 보일 수 없다. 이는 임의의 0이 아닌 온도에서 성립한다. (1차원 양자장론은 양자역학을 일컫는다.)
시공간 차원을 {\displaystyle D}라고 하자.
골드스톤 정리에 따라서, 연속적 대칭의 자발 대칭 깨짐이 일어나면 이에 대응하는 무질량 골드스톤 보손 {\displaystyle \phi }이 존재하여야 한다. 이 골드스톤 보손의 전파 인자는
{\displaystyle \langle \phi (x)\phi (x+r)\rangle \propto {\begin{cases}1/r^{D-2}&D>2\\\ln r&D=2\\r&D=1\end{cases}}}
2차원 이하에서는 무질량 전파 인자가 {\displaystyle r\to \infty }일 때 0으로 가지 않는 것을 알 수 있다. 따라서, 이 경우 매우 적은 에너지로 장거리 요동들을 생성시킬 수 있다. 따라서 이러한 상태들이 엔트로피의 대부분을 차지하며, 이러한 요동에 의하여 자발 대칭 깨짐이 유지될 수 없다.
머민-바그너 정리는 이산 대칭에 대하여 성립하지 않는다. 예를 들어, 이징 모형에서는 {\displaystyle \mathbb {Z} /2} 스핀 반전 대칭이 자발적으로 깨진다.